# Sporopolenin

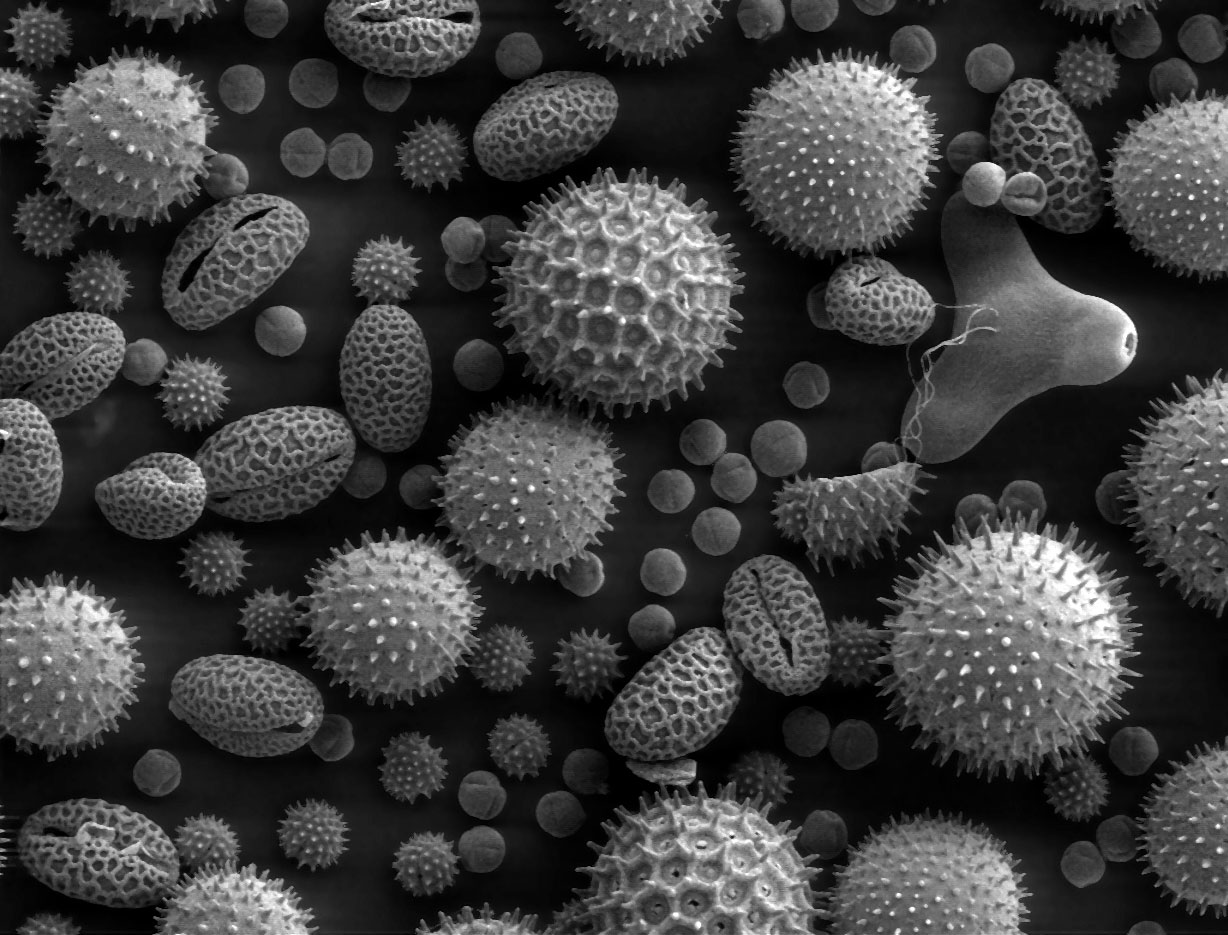
Pylová zrna na povrchu obsahují sporopolenin

Sporopolenin (též sporopollenin) je vysoce odolný nedusíkatý biopolymer složený z mastných kyselin, fenylpropanoidů, dále však i různých lipidů, fenolů a karotenoidů, se sumárním vzorcem C90H130-158O24-44. Tvoří základní složku exiny (tedy vnějšího obalu) pylových zrn, ale i výtrusů různých řas, hub a kapraďorostů.

## Vlastnosti
Sporopolenin se vyznačuje značnou odolností, což je z části důvodem, proč dlouho nebylo známo jeho chemické složení. Je odolný k působení fluorovodíku a acetolýze. Ačkoliv na druhou stranu je nenasycený a proto náchylný k oxidaci, ale také k působení některých silných bází.